# Impacto ambiental de las telecomunicaciones
El impacto ambiental de las telecomunicaciones es el efecto que produce la transmisión de información a distancia en el medio ambiente.
Si se consideran las telecomunicaciones como todas las formas de comunicación a distancia, abarcan la radio, telegrafía, televisión, telefonía y la transmisión de datos entre computadoras. Su impacto ambiental se observa en varios aspectos, como la generación de residuos sólidos, electrosmog, el incremento de los niveles de ruido, los cambios en el uso del suelo, el impacto visual y el daño al patrimonio cultural.
Para estos temas las leyes nacionales como la creación del Sistema Nacional de Evaluación del Impacto Ambiental (SEIA). Es un sistema único y coordinado de identificación, prevención, supervisión, control y corrección anticipada de los impactos ambientales negativos derivados de las acciones humanas expresadas por medio del proyecto de inversión.
Desde los 1960s, la cantidad de antenas que han ido ocupando áreas geográficas urbanas se incrementaron de manera considerable. Estas no solo son de comunicaciones de radio y de televisión, sino también de servicios telefónicos y de telefonía celular, y más recientemente de servicios de información de Internet. 
El uso masivo de celulares tiene diversas implicaciones ambientales. La producción y desecho de dispositivos generan residuos electrónicos, contribuyendo a la contaminación. Además, la extracción de materiales para fabricar estos dispositivos puede causar daños ambientales significativos. El consumo de energía durante la fabricación y carga de baterías también contribuye a las emisiones de gases de efecto invernadero. Para mitigar estas implicaciones, se busca fomentar el reciclaje de dispositivos y la adopción de prácticas más sostenibles en la industria tecnológica.  
Al momento de desechar un celular este va con su respectiva batería lo cual esta contiene metales muy dañinos ya sea para el ser humano o el medio ambiente
Actualmente se conoce que el número de celulares es más que el número de usuarios que hacen uso, ya que constante y rápidamente avanza la tecnología y a su vez se van desechando más y más dispositivos.
Conforme a esto algunos de los efectos secundarios de este problema son la destrucción de bosques, ríos, lagos, deterioro de los ecosistemas, sedimentación y desperdicio de grandes cantidades de agua.
La necesidad del humano de comunicarse conlleva a una necesidad desordenada de aplicar métodos, como se puede hoy deducir, con claridad la cantidad de antenas de telefonía, de TV, satelitales parabólicas, servicios de Internet, radiodifusión, o tener simplemente una mejor recepción para su televisor.
En la actualidad, los celulares son una herramienta fundamental en nuestra vida cotidiana, pero pocas veces nos detenemos a pensar en las consecuencias que su producción, uso y desecho tienen en el medio ambiente. Desde la extracción de los materiales para su fabricación hasta la disposición final de los teléfonos obsoletos, cada etapa del ciclo de vida de un celular tiene un impacto ambiental significativo. En este artículo, exploraremos cómo los celulares afectan al medio ambiente y qué podemos hacer para reducir su huella ecológica.
El uso excesivo del celular: impacto en la salud y las relaciones sociales
El uso excesivo del celular se ha convertido en un problema serio en la actualidad. Aunque los teléfonos móviles nos ofrecen una gran cantidad de beneficios, como la capacidad de mantenernos conectados con amigos y familiares, acceder a información instantánea y entretenernos en cualquier momento y lugar, también pueden tener un impacto negativo en nuestra salud y relaciones sociales. Pero, ¿alguna vez hemos considerado el impacto que los celulares tienen en el medio ambiente?
Los teléfonos móviles son dispositivos que contienen una gran cantidad de materiales, algunos de los cuales son tóxicos y pueden ser dañinos tanto para el medio ambiente como para la salud humana. Por ejemplo, se estima que cada año se producen más de 50 millones de toneladas de residuos electrónicos en todo el mundo, incluyendo teléfonos móviles desechados. Estos residuos a menudo terminan en vertederos, donde pueden filtrar sustancias químicas en el suelo y el agua.
Además, la producción de teléfonos móviles también puede tener un gran impacto en el medio ambiente. La extracción de los materiales necesarios para fabricar los dispositivos puede ser dañina para el medio ambiente, y el proceso de fabricación en sí mismo puede utilizar grandes cantidades de energía y generar una gran cantidad de emisiones de gases de efecto invernadero.
Pero el impacto de los celulares en el medio ambiente no termina allí. El uso excesivo de los dispositivos también puede tener un impacto indirecto en el medio ambiente. Por ejemplo, el uso constante de aplicaciones y la conexión a internet pueden aumentar el consumo de energía y, por lo tanto, la emisión de gases de efecto invernadero. Además, el constante reemplazo de teléfonos móviles con dispositivos más nuevos y avanzados también puede ser dañino para el medio ambiente, ya que aumenta la demanda de nuevos dispositivos y, por lo tanto, la producción de los mismos. A

## Impacto sociocultural y visual
El impacto que las nuevas tecnologías son mayores en ciudades turísticas. En muchos casos, la atracción turística es la tranquilidad y el paisaje de distintas ciudades, que puede verse mermado por las antenas. Sin embargo, también los turistas tienen la necesidad de comunicación similar a la de los pobladores.
La infraestructura que se usa en estos casos son antenas que por lo general están por encima de los 20 m de altura, en este caso el impacto visual que esto acarrea es grande, por ello el malestar de algunos pobladores de las zonas urbanas.
Como ejemplo, una empresa de telefonía celular quiso instalar en 2005 una antena en una zona residencial de la ciudad de Arequipa, Perú. Como resultado de este intento, las autoridades de la comuna se lo impidieron, porque el impacto visual que esto acarrearía sería muy grande.
Diversas empresas tienen ya una solución a este problema: Son las antenas que buscan mimetizarse con su ambiente. De esta forma no generan un problema visual para los residentes y turistas. Ya las grandes ciudades que están a la vanguardia de las telecomunicaciones como las de Japón o España están aplicando nuevas tecnologías para las telecomunicaciones. Ya sean antenas que tienen la forma de un árbol o casetas de control que aparentan un armario, hasta una pecera.
En España, esta preocupación ha llevado a la movilización de muchos ciudadanos, expresando su rechazo contra la instalación de antenas de telefonía móvil cerca de sus domicilios o de los colegios de sus hijos.

## Cómo funciona
Las telecomunicaciones se realizan mediante radiación electromagnética, el mismo tipo de radiación incluye: la luz el infrarrojo, ultravioleta, microondas, etc. La diferencia entre estos tipos de radiación electromagnética radica en su frecuencia. Y cada frecuencia tiene asociada una única cantidad energía por fotón.
Las telecomunicaciones se realizan con frecuencias que llegan hasta las microondas (3GHz-300GHz). La máxima energía de un fotón de microondas es de 0,001 eV. Para poder producir una ionización, el fotón que choca con los átomos debe tener varios eV de energía (en ese caso se llama radiación ionizante).
La radiación electromagnética empleada en las telecomunicaciones se denomina radiación no ionizante porque los fotones no llegan a tener la suficiente energía para alterar la materia. No importa la potencia de la transmisión (porque esta está determinada por la cantidad de fotones). Aunque es un concepto que parece anti-intuitivo, puede entenderse bien con un simple paralelismo:
Los fotones son piedras; la energía de cada fotón es la fuerza con al que tiramos la piedra. Si una piedra no llega a cruzar la orilla, por más que tiremos millones de piedras idénticas con la misma fuerza, no llegarán a la otra orilla.
Entonces, la única forma que tiene este tipo de radiación de interactuar con la materia, es entregándole calor.

### Impacto en la salud
Con la proliferación de antenas podría tenerse la sensación de que las ondas que irradian estas antenas podrían ser dañinas para la salud. Incluso hay quienes, sin fuertes evidencias, especulan que las frecuencias emitidas por los celulares provocarían cáncer. Ante ello surge una inquietud acerca de las tecnologías de las telecomunicaciones.
La evidencia científica apunta a lo contrario (como se ve en la sección Cómo funciona). Sin embargo, como por el momento no está completamente descartado, la OMS sugiere potencias máximas de exposición simplemente como una medida preventiva.
La energía emitida por las antenas de telefonía móvil es débil. Por esto no es lógico esperar que el calor liberado por estas produzca algún efecto nocivo para la salud, ni siquiera estando situado a pocos metros de la antena.
Por otro lado, la proliferación de antenas facilita que tanto los teléfonos, como las antenas transmitan con menos potencia. De esta forma disminuiría los problemas, suponiendo que hubiese alguno.